# يان تراسي
يان تراسي (بالإنجليزية: Ian Tracey)‏ هو عازف الأرغن بريطاني، ولد في 27 مايو 1955 في ليفربول في المملكة المتحدة.

## وصلات خارجية
- يان تراسي على موقع ميوزك برينز (الإنجليزية)
- يان تراسي على موقع أول ميوزيك (الإنجليزية)
- يان تراسي على موقع ديسكوغز (الإنجليزية)